# Muzeum Historii Moskwy

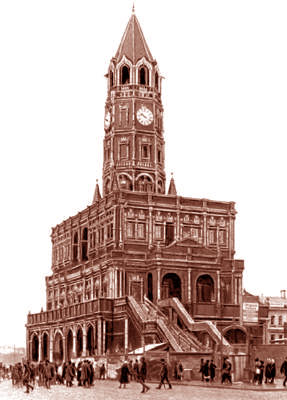
Wieża Sucharewa

Muzeum Historii Moskwy (ros. Музей истории Москвы) – jedno z najstarszych muzeów w Moskwie. 
Jego kolekcja powstała w wyniku inicjatywy rosyjskich uczonych w 1896 roku. Zarząd miasta podarował wielką kolekcję eksponatów. 
W XX wieku muzeum kilkakrotnie zmieniało swoją nazwę, a także miejsce swego położenia. Najpierw w 1921 roku Muzeum zostało nazwane Muzeum Miasta Moskwy i zostało ulokowane w Wieży Sucharewa (Сухарева башня). W 1926 r. przeniesiono je do dawnej cerkwi św. Jana Teologa przy Nowym Placu. W 1940 zostało nazwane Muzeum Historii i Rekonstrukcji Moskwy. W 1987 roku muzeum otrzymało obecną nazwę. 
Muzeum przyjęło ponad milion eksponatów pokazujących życie w mieście na przestrzeni całej jego historii, od starożytnych początków Moskwy, aż do dziś. Kolekcja zawiera archeologiczne znaleziska, starożytne narzędzia, biżuterię, przedmioty z brązu i kamienia, od najstarszych początków Moskwy. Znajduje się tu kolekcja map i szkiców, które pokazują jak miasto wzrastało z roku na rok. Wielka liczba fotografii odtwarza najważniejsze okazje, uroczystości i wydarzenia w Moskwie od połowy XIX wieku do dziś. 
Muzeum przechowuje oryginalne kostiumy, akcesoria, meble i inne codziennego użytku przedmioty wytworzone zarówno przez utalentowanych Rosjan, jak i europejskich mistrzów.